# جيوفاني ريبيسي
جيوفاني ريبيسي (بالإنجليزية: Giovanni Ribisi)‏ ممثل أمريكي من مواليد 17 ديسمبر 1974.

## أعماله
- مدينة الأفق: الملحمة الأمريكية – الفصل الأول (2024)

## وصلات خارجية
- جيوفاني ريبيسي على موقع IMDb (الإنجليزية)
- جيوفاني ريبيسي على موقع روتن توميتوز (الإنجليزية)
- جيوفاني ريبيسي على موقع قاعدة بيانات الأفلام العربية
- جيوفاني ريبيسي على موقع ألو سيني (الفرنسية)
- جيوفاني ريبيسي على موقع ميوزك برينز (الإنجليزية)
- جيوفاني ريبيسي على موقع تيرنر كلاسيك موفيز (الإنجليزية)
- جيوفاني ريبيسي على موقع أول موفي (الإنجليزية)
- جيوفاني ريبيسي على موقع بوكس أوفيس موجو (الإنجليزية)
- جيوفاني ريبيسي على موقع قاعدة بيانات الأفلام السويدية (السويدية)
- جيوفاني ريبيسي على موقع إن إن دي بي (الإنجليزية)